# Donato Negro
Donato Negro (San Cesario di Lecce, província de Lecce, 3 de janeiro de 1948) é um clérigo italiano e arcebispo católico romano emérito de Otranto.
Donato Negro foi ordenado sacerdote em 15 de julho de 1972. O doutor em teologia e educador dirigiu o seminário da Arquidiocese de Lecce de 1976 a 1983, antes de se tornar vigário geral da diocese, onde permaneceu até 1989. Em 14 de agosto de 1991, Negro tornou-se reitor do Pontifício Seminário Regional da Apúlia, onde estudou antes de sua ordenação.
O Papa João Paulo II o nomeou Bispo de Molfetta-Ruvo-Giovinazzo-Terlizzi em 22 de dezembro de 1993. O Arcebispo de Lecce, Cosmo Francesco Ruppi, consagrou-o bispo em 10 de fevereiro do ano seguinte; Os co-consagradores foram Francesco Minerva e Michele Mincuzzi, ambos arcebispos eméritos de Lecce. Ele escolheu Credidimus charitati como lema.
Em 29 de abril de 2000 foi nomeado Arcebispo de Otranto e empossado em 24 de junho do mesmo ano. Negro é Presidente da Conferência Episcopal Regional da Apúlia e membro do Conselho Permanente da Conferência Episcopal Italiana.[1]
Em 19 de abril de 2023, o Papa Francisco aceitou o pedido de Donato Negro para renunciar por motivos de idade.